# كبلر-68c
كيبلر 68 سي (بالإنجليزية: Kepler-68c)‏ الذي يرمز له بالرمز KOI-246.02، هو كوكب خارج المجموعة الشمسية، في كوكبة الدجاجة (كوكبة)، يتبع Kepler-68.

## الاكتشاف
اكتشف في 12 فبراير 2013.